# Historia de Canadá (1763-1867)

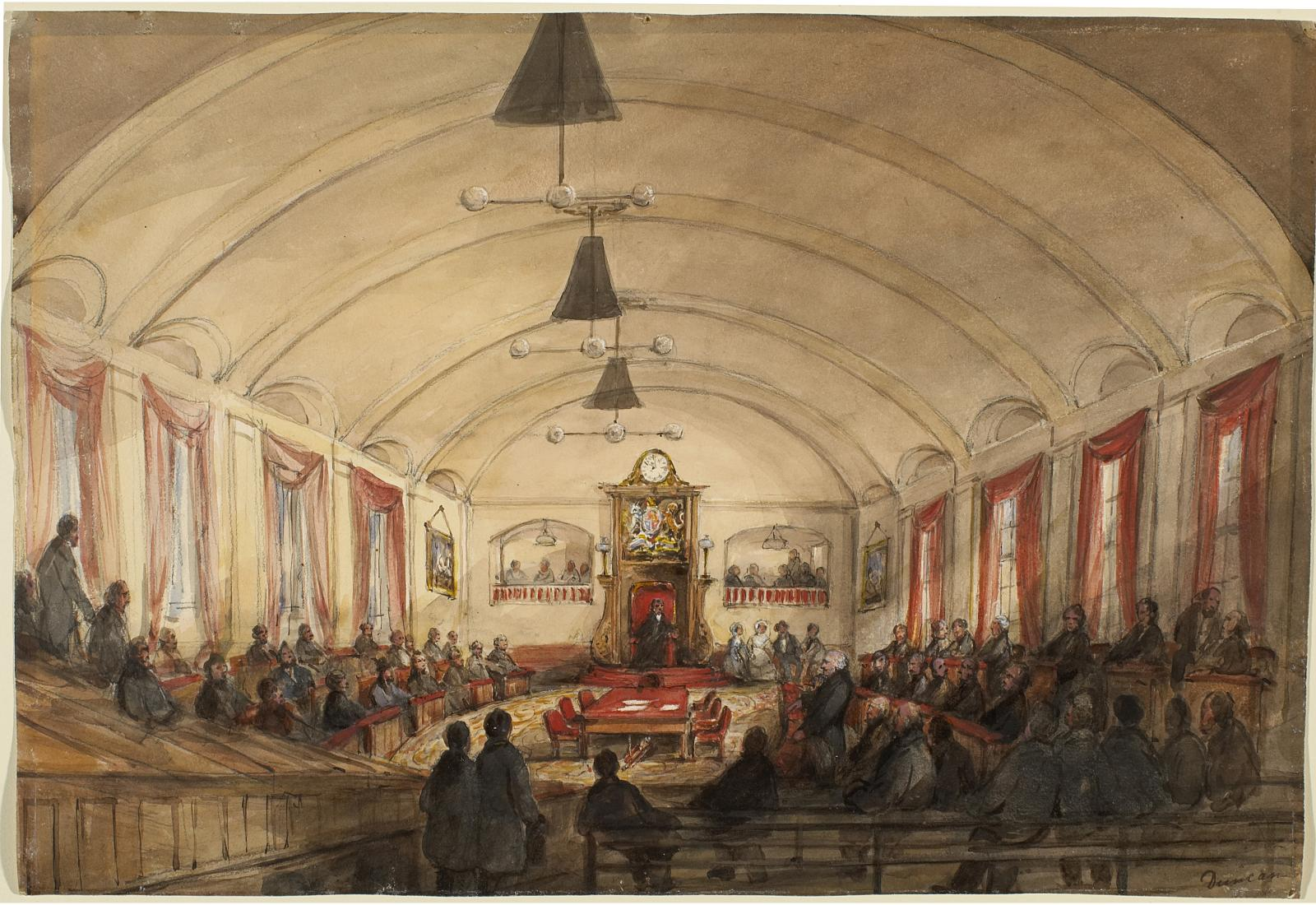
Interior del Parlamento de la Provincia de Canadá en Montreal, 1848

Tras la conquista inglesa en América y el fin de la Guerra de los Siete Años en Europa, Nueva Francia, de la que la colonia de Canadá era una parte, desapareció por completo y dio paso al Imperio Británico tras la firma del Tratado de París de 1763. Por la Proclamación Real de 1763 bajo la comisión del rey Jorge III, Canadá cambió su nombre y se convirtió en la Provincia de Quebec. Allí se estableció el primer gobierno civil con un gobernador general a la cabeza —James Murray (r. 1763-1768), que sucedió a Jeffrey Amherst, anterior gobernador militar (r. 1760-1763— que asumía el papel de gobernador e intendente de Nueva Francia. De manera similar al gobierno de Nueva Francia, el gobernador general estaba bajo la autoridad de la Corona británica a través de la Oficina Colonial. En ese momento el territorio se limitaba apenas a los asentamiento del valle del río San Lorenzo. Durante el periodo, Nueva Escocia se extendería por casi la totalidad del territorio de Acadia hasta 1784, se crearán las colonias de la Isla del Príncipe Eduardo y de la Isla del Cabo Bretón, se expandiran las fronteras de la Tierra de Rupert.
Acabada la Guerra de Independencia americana, la aprobación de una nueva Ley Constitucional de 1791 dividió la provincia de Quebec en dos colonias distintas, el Alto Canadá y el Bajo Canadá, que pasaron a ser conocidas como Las Canadás. El Alto Canadá correspondía a la actual Ontario, compuesta principalmente por lealistas del Imperio Unido salidos de la guerra de Independencia. El Bajo Canadá correspondía al actual Quebec, y allí estaba una mayoría de francófonos llamados «les Canadiens français» o francocanadienses. El Bajo Canadá estaba gobernado por el propio Gobernador General asentado en Québec, capital de la América del Norte británica y como todas las demás colonias británicas, el Alto Canadá tenía su vicegobernador designado por el gobernador general.
La animosidad entre los habitantes británicos y franceses de Canadá —con la  famosa descripción de «dos naciones en guerra en el seno de un solo Estado» ("two nations warring in the bosom of a single state") del Informe sobre los asuntos de la Norteamérica británica elaborado por Durham en 1839—, llevó a la aprobación del Acta de Unión de 1840 entre el Alto y el Bajo Canadá para convertirse en la Provincia Unida de Canadá. Se pensaba que los francocanadienses estaban culturalmente atrasados y que sólo una unión del Canadá francés e inglés permitiría que la colonia progresara en interés de Gran Bretaña. Se esperaba que una unión política haría que los francófonos fueran asimilados por los asentamientos de habla inglesa, resolviendo el problema del nacionalismo francocanadiense de una vez por todas.
En la década de 1860, se desarrolló el interés en formar una nueva federación entre Canadá y las otras colonias británicas de la Norteamérica británica, lo que condujo a la Confederación canadiense en 1867. Varias otras colonias británicas que hoy forman parte de Canadá, como Terranova y Columbia Británica y grandes territorios como la Tierra de Rupert (Rupert's Land), inicialmente permanecieron fuera de la federación recién formada.

## Nueva Francia bajo dominio británico

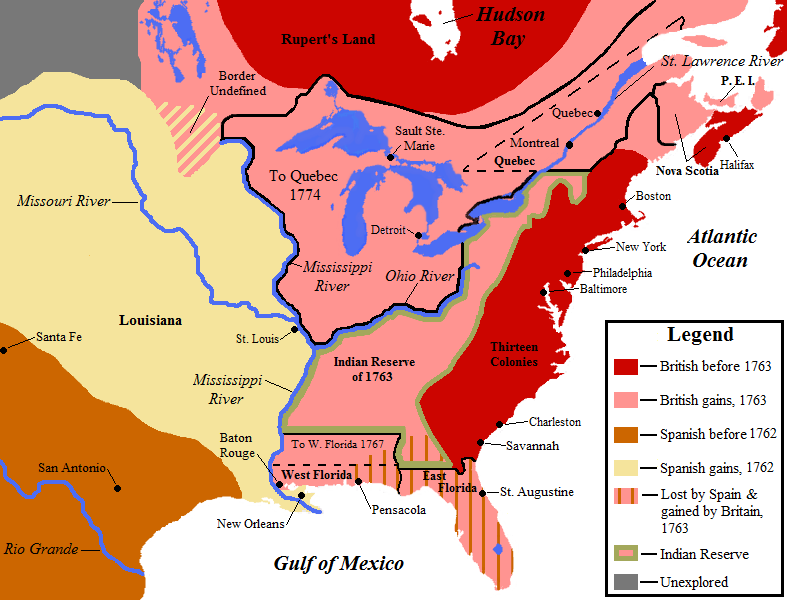
Mapa que muestra las ganancias territoriales británicas tras el Tratado de París, en rosa, y las ganancias territoriales españolas tras el Tratado de Fontainebleau, en amarillo.

En América del Norte, la Guerra de los Siete Años vio a Gran Bretaña conquistar la totalidad de la colonia francesa de Canadá. La guerra terminó oficialmente con la firma del Tratado de París el 10 de febrero de 1763. Como parte del tratado, Francia renunció formalmente a sus derechos sobre todas sus tierras de América del Norte en favor de Gran Bretaña (de la cual formaba parte la colonia francesa de Canadá), excepto la Luisiana (que fue cedida a España en compensación por La Florida), y dos islas frente a las costas de la isla de Terranova (San Pedro y Miquelón).

### Valle de San Lorenzo
Con la incorporación de Canadá al Imperio británico, Gran Bretaña obtuvo el control de una franja de territorio a lo largo del río San Lorenzo con una población de al menos 70.000 católicos romanos francófonos, que fue ampliada y rebautizada como Provincia de Quebec en virtud de la Ley de Quebec de 1774. Aunque muchos británicos (incluidas las colonias americanas del sur) esperaban que los canadienses franceses fueran asimilados, este no fue el caso, ya que en la Ley de Quebec se establecieron reglas distintas de gobierno para Quebec, como permitir a los canadienses franceses conservar su religión católica. y su sistema francés de derecho civil. La Ley de Quebec se convirtió en una de las leyes intolerables que enfurecieron a las Trece Colonias británicas en lo que se convertiría en los Estados Unidos de América.

### Costa atlántica
La colonia insular de Terranova había estado dominada por los británicos durante mucho tiempo antes de que los franceses finalmente abandonaran cualquier reclamo sobre el área. Ya antes de 1763 se había formado una sociedad anglófona, aunque dos islas estaban reservadas a los pescadores franceses.
En el resto de las provincias Marítimas, los británicos habían expulsado previamente a muchos de los colonos franceses de Acadia en 1755 hacia la Luisiana, pero eso no se repetiría en 1763. Los restantes indígenas de la Confederación Mi'kmaq y wabanaki habían depuesto las armas y prometido lealtad a la Corona británica. La conquista británica de Acadia (que incluía la península de Nueva Escocia, pero no el actual Nuevo Brunswick) ocurrió en 1710, y los británicos ya habían establecido asentamientos, incluido el de Halifax. El establecimiento de Halifax provocó la guerra del Padre Le Loutre, que, a su vez, llevó a los británicos a expulsar a los acadianos de la región durante la guerra franco-india. Como más tarde capturaron la isla del Cabo Bretón y la isla del Príncipe Eduardo, la política de expulsión se extendió allí también. Los pocos acadianos que con el tiempo lograron regresar a la zona han creado la sociedad acadiana contemporánea. Una vez que los acadianos fueron expulsados, los plantadores de Nueva Inglaterra formaron otros asentamientos.

## Provincia de Quebec (1763-1791)

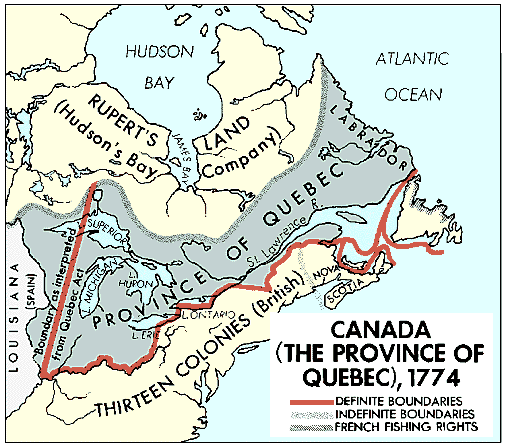
La provincia de Quebec en 1774 después del Acta de Quebec; Quebec se extendía hasta el río Misisipi

De 1763 a 1766, los amerindios outaouais se levantaron contra los británicos, en lo que hoy se conoce como la rebelión de Pontiac. Durante esta última, los soldados ingleses iniciaron una guerra biológica entre la población indígena distribuyendo mantas infectadas con el virus de la viruela. los fuertes de los nativos americanos.
En la provincia de Quebec, los derechos de los ciudadanos francocanadienses fueron reducidos a pesar del acuerdo de capitulación de la ciudad de Montreal. Se abolieron las instituciones canadienses, mientras que gradualmente se crean instituciones y tribunales de justicia británicos. En consecuencia, los francocanadienses no pudieron ejercer su religión —por lo tanto, el juramento de la prueba era obligatorio para cualquiera que desee ocupar un cargo civil— y el uso del Coutume de Paris (derecho consuetudinario originado en el norte de Francia) fue sustituido por el Common law, el derecho consuetudinario británico.
A partir de 1763 surgieron dos grandes movimientos políticos: el movimiento de restauración por el que los francocanadienses exigían protección y reconocimiento de sus derechos civiles y religiosos, y el movimiento reformista entre los comerciantes británicos llegados a establecerse en la colonia que demandaban el establecimiento inmediato de las instituciones británicas como una cámara de asamblea legislativa. Ante las amenazas de insurrección en la provincia de Quebec, bajo la presión de la Iglesia católica romana y por razones prácticas, Londres finalmente proclamó la Ley de Quebec en 1774 bajo las recomendaciones del gobernador Guy Carleton (r. 1768-1778 y 1786-1796). Esta nueva ley ampliaba los límites de la colonia para incluir los territorios de la actual provincia de Ontario y el valle del Ohio. Además, la Ley de Quebec devolvía a los francocanadienses ciertos privilegios, como la conservación del régimen señorial, así como el derecho a practicar la religión católica y a utilizar la Coutume de Paris para regir el comercio y las relaciones civiles. El juramento de prueba fue abolido, pero se mantuvo el derecho criminal y penal británico. Además, se prohibió a los canadienses restablecer vínculos con la madre patria.

### Revolución estadounidense (1775-1783)

Ataque patriota al noreste de Quebec: rutas de las expediciones de Arnold y Montgomery

La junta de 1774 del Primer Congreso Continental invitó a los francocanadienses a unirse a la revolución en el bando de las Trece colonias y a participar en una segunda junta del Congreso que tendría lugar en mayo de 1775, en una carta pública con fecha del 26 de octubre de 1774. El Segundo Congreso Continental envió una segunda carta en mayo de 1775, pero no hubo una respuesta sustantiva a minguna de ellas ya que la mayoría decidió permanecer neutral ante la opinión del clero católico.
En 1775, los revolucionarios estadounidenses (patriotas) intentaron impulsar su insurrección hacia el noreste de Quebec. El apoyo a la causa patriota fue mixto; el clero y los terratenientes en general se oponían a ello, mientras que los comerciantes de habla inglesa y los inmigrantes de las Trece Colonias en general lo apoyaban. Los habitants ('habitantes') estaban divididos; en algunas áreas (notablemente la región entre Montreal y Saint-Jean), hubo un apoyo significativo, y James Livingston formó compañías de milicias en apoyo de los Patriotas.
Los patriotas sitiaron el fuerte St. Jean, capturándolo el 3 de noviembre de 1775 lo que les permitió apoderarse de Montreal sin lucha el día 13. Luego marcharon hacia la ciudad de Quebec, donde fracasó un intento de tomar la ciudad el 31 de diciembre de 1775. Tras un asedio ineficaz, la llegada de las tropas británicas en mayo de 1776 hizo que los patriotas se retiraran hacia Montreal. Un intento contra las tropas británicas en Trois-Rivières fracasó y los patriotas fueron expulsados de la provincia en junio. Con el ejército rebelde partieron unos 250 quebequenses en dos regimientos: el 1.er regimiento canadiense, de James Livingston, y el 2.º regimiento canadiense, de Moses Hazen.
Luego, durante la Campaña de Saratoga en 1777, las fuerzas revolucionaria regresaron y libraron una serie de batallas por el control de la bahía de Hudson, pero tuvieron que retirarse durante la derrota en la segunda batalla de Saratoga. en el otoño de ese mismo año.
Los quebequenses que vivían en los fuertes de la región de los Grandes Lagos también se aliaron masivamente con los patriotas y jugaron un papel decisivo en la toma del fuerte por parte de los patriotas. El mayor Clément Gosselin, Pierre Ayotte, Antoine Paulin, Louis Gosselin, Germain Dionne, Pierre Douville, Edward Antill y Moses Hazen y 747 milicianos quebequenses estaban todos en Quebec cuando se unieron a los patriotas y derrotaron a los británicos en Yorktown en 1781. En un acto clave antes del asedio de Yorktown, Louis-Philippe de Vaudreuil, el sobrino de origen francés del último gobernador francés del Canadá francés, el marqués de Vaudreuil, ayudó a Bougainville y a de Grasse a impedir que la Armada británica reabasteciera o relevara al ejército de Cornwallis. en la batalla de Chesapeake.
En Nueva Escocia hubo cierta agitación contra el gobierno británico, en gran parte instigada por Jonathan Eddy y John Allan, inmigrantes de Massachusetts que se habían establecido en el área del istmo de Chignecto cerca de Fort Cumberland (anteriormente Fort Beauséjour). El único acontecimiento importante de su resistencia fue la batalla de Fort Cumberland, cuando Eddy y una fuerza combinada de patriotas de Massachusetts, acadianos y aborígenes sitiaron el fuerte en noviembre de 1776. El asedio se rompió y las fuerzas de Eddy se dispersaron cuando llegaron los refuerzos británicos. Eddy y Allan continuaron causando problemas en la frontera entre lo que hoy es Maine y New Brunswick desde una base en Machiasdurante varios años.
Las provincias Marítimas también se vieron afectadas por el corso y las incursiones de los corsarios en los asentamientos en violación de sus patentes de corso. En casos notables, Charlottetown y Lunenburg, fueron objeto de estas redadas.
En el suroeste de Quebec, las fuerzas estadounidenses tuvieron mucho más éxito gracias al liderazgo del líder de la milicia de Virginia, George Rogers Clark. En 1778, 200 hombres al mando de Clark, abastecidos y apoyados principalmente por Virginia, bajaron por el río Ohio cerca de Louisville (Kentucky), marcharon a través del sur de Illinois y luego capturaron Kaskaskia sin pérdida de vidas. Desde allí, parte de sus hombres tomaron Vincennes, pero pronto se perdieron ante el teniente coronel británico Henry Hamilton, comandante en Fort Detroit. Más tarde, Clark lo retomó en el asedio de Fort Vincennes en febrero de 1779. Aproximadamente la mitad de la milicia de Clark en el teatro eran voluntarios canadienses que simpatizaban con la causa estadounidense.

### Final de la Revolución americana
Al final, el Imperio británico fue derrotado en la Guerra Revolucionaria y formalmente cedió partes del suroeste de Canadá a los nuevos Estados Unidos como parte del Tratado de París. Durante y después de la Revolución, aproximadamente 70 000 o el 15% de los lealistas del Imperio Unido huyeron de los Estados Unidos, y el resto del 85% optó por quedarse en la nueva nación. De ellos, aproximadamente 50 000 lealistas se establecieron en las colonias británicas de América del Norte, que entonces consistían en Terranova, Nueva Escocia, Quebec y la Isla del Príncipe Eduardo (creada en 1769). Los lealistas que se establecieron en el oeste de Nueva Escocia querían la libertad política de la ciudad de Halifax, por lo que Gran Bretaña la separó de la colonia de Nuevo Brunswick en 1784. Quebec también se dividió en el Bajo Canadá y el Alto Canadá según la Ley Constitucional de 1791, lo que permitió que los 8000 lealistas se establecieron en el suroeste de Quebec (que se convirtió en el Alto Canadá) tuviera una provincia en la que se pudieran establecer leyes e instituciones británicas.
Un número de lealistas que llegaron al norte después de la Revolución Americana eran de lealistas de ascendencia africana, incluidos antiguos esclavos que habían sido liberados como resultado del servicio a los británicos y más de 2000 esclavos africanos. En 1793, el Alto Canadá se convirtió en la primera jurisdicción británica en promulgar una legislación para suprimir la esclavitud, y se aprobó la Ley contra la Esclavitud que permitió su abolición gradual.
Aunque el movimiento reformista se había debilitado durante el período de la Guerra Revolucionaria Americana, regresó con fuerza después de la firma del Tratado de París en 1783 que puso fin a la guerra. Este movimiento de protesta se amplificó aún más cuando cerca de 50.000 lealistas al Imperio Unido emigraron a las colonias de la provincia de Quebec, Nueva Escocia, Isla del Príncipe Eduardo y Terranova para permanecer fieles a la Corona británica. Se elaborará un proyecto de constitución parlamentaria que conducirá al establecimiento de una asamblea legislativa en 1791.
Por otra parte, los territorios retenidos por el Imperio británico en América del Norte después de la Guerra de Independencia estadounidense, incluidos el conjunto de los lealistas que allí se refugiaron, se conocerán en adelante como constituyentes de la América del Norte británica. La mayoría de los lealistas se establecieron en el oeste de la provincia de Quebec, a lo largo del lago Ontario y del archipiélago de las Mil Islas, fundando entre otras las actuales localidades de Belleville, Brockville y Cornwall, mientras poblaban aún más el sitio de la ciudad de Kingston. Sin embargo, más al este, como los lealistas no fueron bien recibidos en Nueva Escocia, su parte occidental se separó para formar una nueva colonia, Nuevo Brunswick, que les acogió en 1784. Los lealistas se asentarán, en particular, en los emplazamientos acadianos de la actual ciudades de Fredericton et de Saint-Jean. Además, con el inicio de la Conquista del Oeste y la cesión del Reino Unido de los territorios del sur a los recién formados Estados Unidos, la provincia de Quebec se vio obligada a reducir los límites de su territorio. Perdió así el valle de Ohio, y las nuevas fronteras meridionales quedan definidas por las barreras naturales de los Grandes Lagos y el río Niágara.

## Independencia posestadounidense
Después de la guerra, los británicos ampliaron sus intereses mercantiles en el Pacífico Norte. España y Gran Bretaña se habían convertido en rivales en el área que llegó a un punto crítico con la crisis de Nootka en 1789. Ambos bandos se movilizaron para la guerra y España presumía contar con el apoyo de Francia; cuando Francia se negó, España tuvo que dar marcha atrás y capitular ante los términos británicos que condujeron a la Convención de Nootka. El resultado de la crisis fue una humillación para España y un triunfo para Gran Bretaña, ya que la primera prácticamente había renunciado a toda soberanía en la costa del Pacífico Norte. Esto abrió el camino a la expansión británica en esa zona, y se llevaron a cabo varias expediciones; en primer lugar, la expedición Vancouver, una expedición naval dirigida por George Vancouver que exploró las ensenadas alrededor del noroeste del Pacífico, particularmente alrededor de la isla de Vancouver. En tierra se llevaron a cabo expediciones con la esperanza de descubrir una ruta fluvial practicable hacia el Pacífico para la extensión del comercio de pieles norteamericano, concretamente por la North West Company. Alexander Mackenzie dirigió la primera partida en 1792 por tierra desde el lago Athabasca a través de los ríos Peace y Fraser, llegando al océano Pacífico cerca de la actual Bella Coola el 20 de julio de 1793. Mackenzie se convirtió en el primer europeo en llegar al Pacífico por tierra al norte del río Grande, precediendo en doce años a la Expedición de Lewis y Clark. Poco después, el compañero de Mackenzie, John Finlay, fundó el primer asentamiento europeo permanente en Columbia Británica, Fort St. John. La North West Company buscó nuevas exploraciones, primero por parte de David Thompson, a partir de 1797, y más tarde por Simon Fraser. Estos hombres se adentraron en los territorios salvajes de las Montañas Rocosas y la Meseta Interior y hasta el Estrecho de Georgia en la costa del Pacífico, expandiendo la Norteamérica británica hacia el oeste.
Desde 1783 hasta 1801, el Imperio británico, incluida la Norteamérica británica (pero no la India, que estaba bajo la Compañía de las Indias Orientales, y más tarde de la Oficina de la India), fue administrado por el Ministerio del Interior (Home Office) y por el ministro del Interior (Home Secretary), luego desde 1801 hasta 1854, por la Oficina de Guerra (War Office, que se convirtió en «Oficina de Guerra y Colonias» (War and Colonial Office) y la Secretaría de Estado para la Guerra y las Colonias (como pasó a llamarse la Secretaría de Estado para la Guerra). A partir de 1824, el Imperio británico fue dividido por la Oficina de Guerra y Colonias en cuatro departamentos administrativos, incluyendo «América del Norte, las «Indias Occidentales», el «Mediterráneo y África» y las «Colonias Orientales», de las que era parte América del Norte e incluía:
- América del norte:
  - Alto Canadá, Bajo Canadá
  - Nuevo Brunswick, Nueva Escocia, Isla del Príncipe Eduardo
  - Bermudas, Terranova

La Oficina Colonial y la Oficina de Guerra, y el Secretario de Estado para las Colonias y el Secretario de Estado para la Guerra, se separaron en 1854, dividiendo la administración civil y militar del Imperio Británico. La Oficina de Guerra, después de 1854 y hasta la confederación del Dominio de Canadá de 1867, dividió la administración militar de las estaciones coloniales y extranjeras británicas en nueve distritos: Norteamérica y Atlántico Norte; Indias Occidentales; Mediterráneo; Costa occidental de África y Atlántico Sur; Sudáfrica; Egipto y Sudán; Océano Índico; Australia; y China. Norteamérica y Atlántico Norte incluían las siguientes estaciones (o guarniciones):
- América del Norte y Atlántico Norte:
  - New Westminster (Columbia Británica)
  - Terranova
  - Quebec
  - Halifax
  - Kingston, Oeste de Canadá
  - Islas Bermudas

El archipiélago atlántico de las Bermudas (originalmente administrado por la Compañía de Virginia y, junto con Las Bahamas, considerado parte de Norteamérica antes de 1783), estuvo agrupado con las provincias marítimas desde 1783 hasta la formación del Dominio de Canadá en 1867, y posteriormente generalmente con las colonias en las Indias Occidentales Británicas (aunque la Iglesia de Inglaterra continuó colocando a las Bermudas bajo el obispo de Terranova hasta 1919).
Gobernadores militares y oficiales de estado mayor en las guarniciones de la Norteamérica británica y las Indias Occidentales, 1778 y 1784

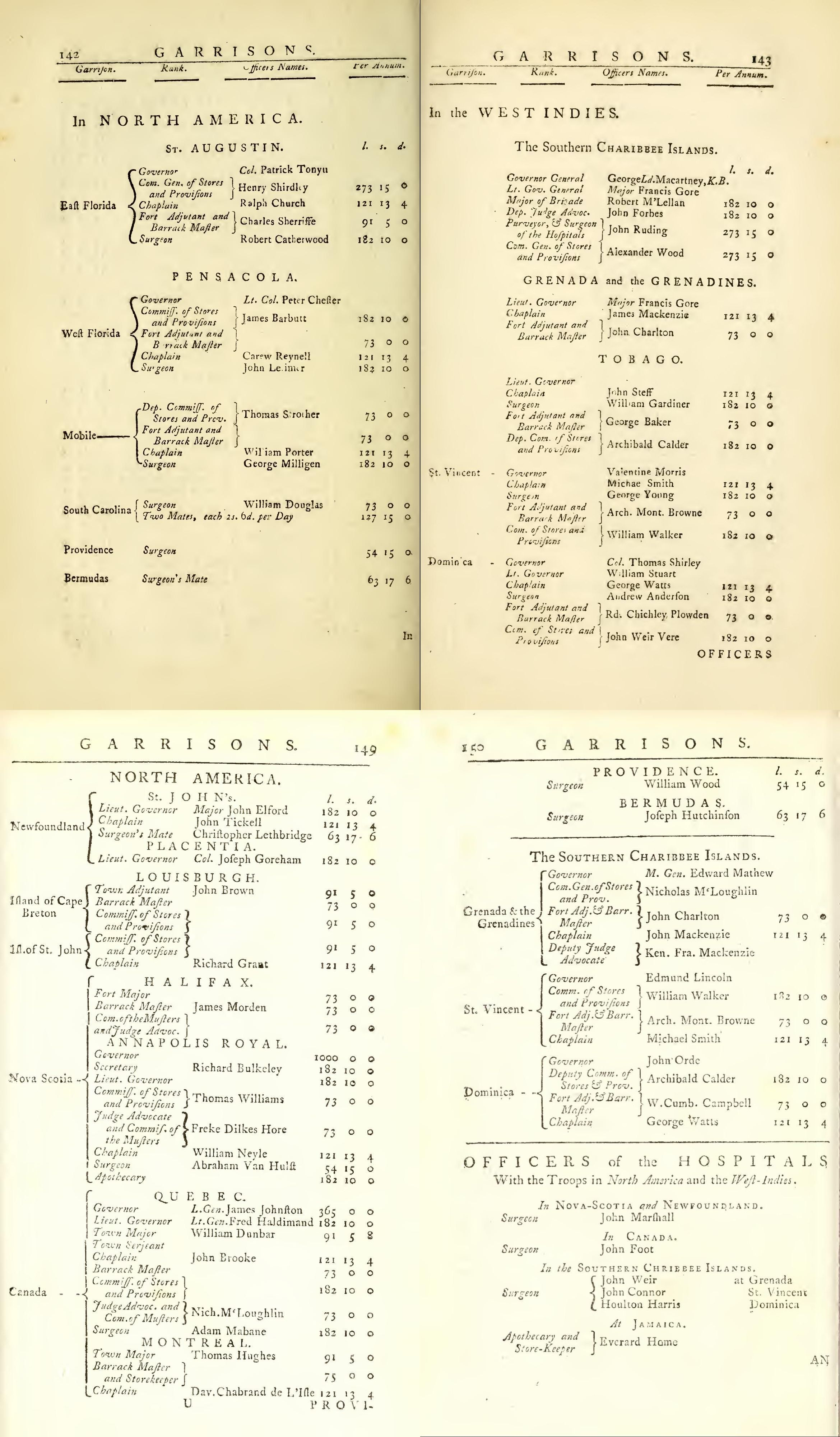
Military Governors and Staff Officers in garrisons of British North America and West Indies 1778 and 1784

Después de la guerra, la Royal Navy pasó doce años cartografiando la barrera de coral alrededor de las Bermudas para descubrir el canal que permitía el acceso a la laguna norte, el Great Sound y el Hamilton Harbour. Una vez localizado, se estableció una base (inicialmente en Saint George antes de la construcción del Royal Naval Dockyard, Bermuda) en 1794, cuando el vicealmirante sir George Murray, comandante en jefe de la nueva Estación del Río St. Lawrence y de la Costa de América y América del Norte y las Indias Occidentales, e instaló la primera Admiralty House —la casa del Almirantazgo de las Bermudas— en Rose Hill, St. George's. En 1813, el área de mando volvió a ser la «Estación de América del Norte» (North America Station), con las Indias Occidentales bajo la Estación de Jamaica (Jamaica Station), y en 1816 fue renombrada como «Estación de América del Norte y Lagos de Canadá» (North America and Lakes of Canada Station). El cuartel general estaba inicialmente en las Bermudas durante el invierno y en Halifax durante el verano, pero Bermudas se convirtió en el cuartel general de la Estación durante todo el año en 1821, cuando el área de mando se convirtió en la «Estación de América del Norte y las Indias Occidentales» (North America and West Indies Station). El Real Astillero Naval de Halifax fue finalmente transferido a la Marina Real Canadiense en 1907. Bermudas y Halifax, Nueva Escocia, junto con Gibraltar y Malta serían designadas fortalezas imperiales.
En 1794 se restableció una guarnición del ejército británico en las Bermudas (desde 1701 hasta 1768, había una pequeña guarnición de infantería regular, junto con la milicia, y parte del Batallón de la Guarnición Real había estado estacionada allí en 1778, pero ese batallón se disolvió en 1784) y se amplió enormemente durante el siglo XIX, tanto para defender la colonia como base naval como para lanzar operaciones anfibias contra la costa atlántica de los Estados Unidos en cualquier guerra que se produjera. Antes de 1784, la Guarnición de las Bermudas había estado bajo el mando del comandante en jefe militar de Estados Unidos en Nueva York durante la Guerra de Independencia de los Estados Unidos, pero pasaría a formar parte del Comando de Nueva Escocia hasta la década de 1860 (en 1815, el Teniente General sir George Prevost fue «Capitán General y Gobernador en Jefe en y sobre las Provincias del Alto Canadá, Bajo Canadá, Nueva Escocia y Nuevo Brunswick, y sus diversas dependencias, Vicealmirante de las mismas, Teniente General y Comandante de todas las Fuerzas de Su Majestad en dichas Provincias del Bajo Canadá y Alto Canadá, Nueva Escocia y Nuevo Brunswick, y sus diversas Dependencias, y en las islas de Terranova, Príncipe Eduardo, Cabo Bretón y las Bermudas, etc. & c. &c». Beneath Prevost, the staff of the British Army in the Provinces of Nova-Scotia, New-Brunswick, and their Dependencies, including the Islands of Newfoundland, Cape Breton, Prince Edward and Bermuda were under the Command of Lieutenant-General Sir John Coape Sherbrooke. Bajo el mando de Sherbrooke, la guarnición de las Bermudas estaba bajo el control inmediato del teniente gobernador de las Bermudas, el general mayor George Horsford). Las fuerzas de la Royal Navy, British Army, Royal Marines y Colonial Marines con base en las Bermudas llevaron a cabo acciones de este tipo durante la Guerra Americana de 1812 (en particular, el incendio de Washington en represalia por la «destrucción desenfrenada de propiedad privada a lo largo de las orillas norte del lago Erie» por fuerzas estadounidenses al mando del coronel John Campbell en mayo de 1814, siendo la más notable el Raid enn Port Dover) para alejar a las fuerzas estadounidenses de la frontera canadiense. En 1828, Su Excelencia George, conde Dalhousie (barón Dalhousie, del castillo de Dalhousie), Caballero de la Gran Cruz de la Muy Honorable Orden Militar de Bath fue capitán general y gobernador en jefe en y sobre las Provincias del Bajo Canadá, Alto Canadá, Nueva Zelanda y Escocia y Nuevo Brunswick, y sus diversas dependencias, Vicealmirante de las mismas, Teniente General y Comandante de todas las Fuerzas de Su Majestad en dichas Provincias, y sus diversas dependencias, y en las Islas de Terranova, Príncipe Eduardo y Bermudas, etc. etc c. &do. Bajo el mando de Dalhousie, estaban las «provincias de Nueva Escocia, Nuevo Brunswick y sus Dependencias, incluidas la isla de Terranova, Cabo Bretón, Príncipe Eduardo y Bermudas», estaban bajo el mando de Su Excelencia el Teniente General Sir James Kempt GCB, GCH.
La Iglesia de Inglaterra establecida en las Bermudas (desde 1978, denominada Iglesia Anglicana de las Bermudas) y Terranova estuvieron adscritas a la Sede de Nueva Escocia de 1825 a 1839 y de 1787 a 1839, respectivamente. A partir de 1839, la isla de Terranova y la costa de Labrador, así como las Bermudas, pasaron a formar parte de la Diócesis de Terranova y Bermudas, siendo el obispo compartido (Aubrey George Spencer el primero) alternando su residencia entre las dos colonias. En 1879 se incorporó un Sínodo de las Bermudas separado, pero continuó compartiendo su obispo con Terranova hasta 1919, cuando se creó el puesto separado de Obispo de las Bermudas (en 1949, cuando Terranova se convirtió en provincia de Canadá, la Diócesis de Terranova pasó a formar parte de la Iglesia Anglicana de Canadá; la Iglesia de Inglaterra en las Bermudas, que fue rebautizada como Iglesia Anglicana de las Bermudas en 1978, es hoy una de las seis iglesias anglicanas extraprovinciales dentro de la [Iglesia de Inglaterra supervisadas por el arzobispo de Canterbury).

## Alto Canadá y Bajo Canadá (1791-1840)

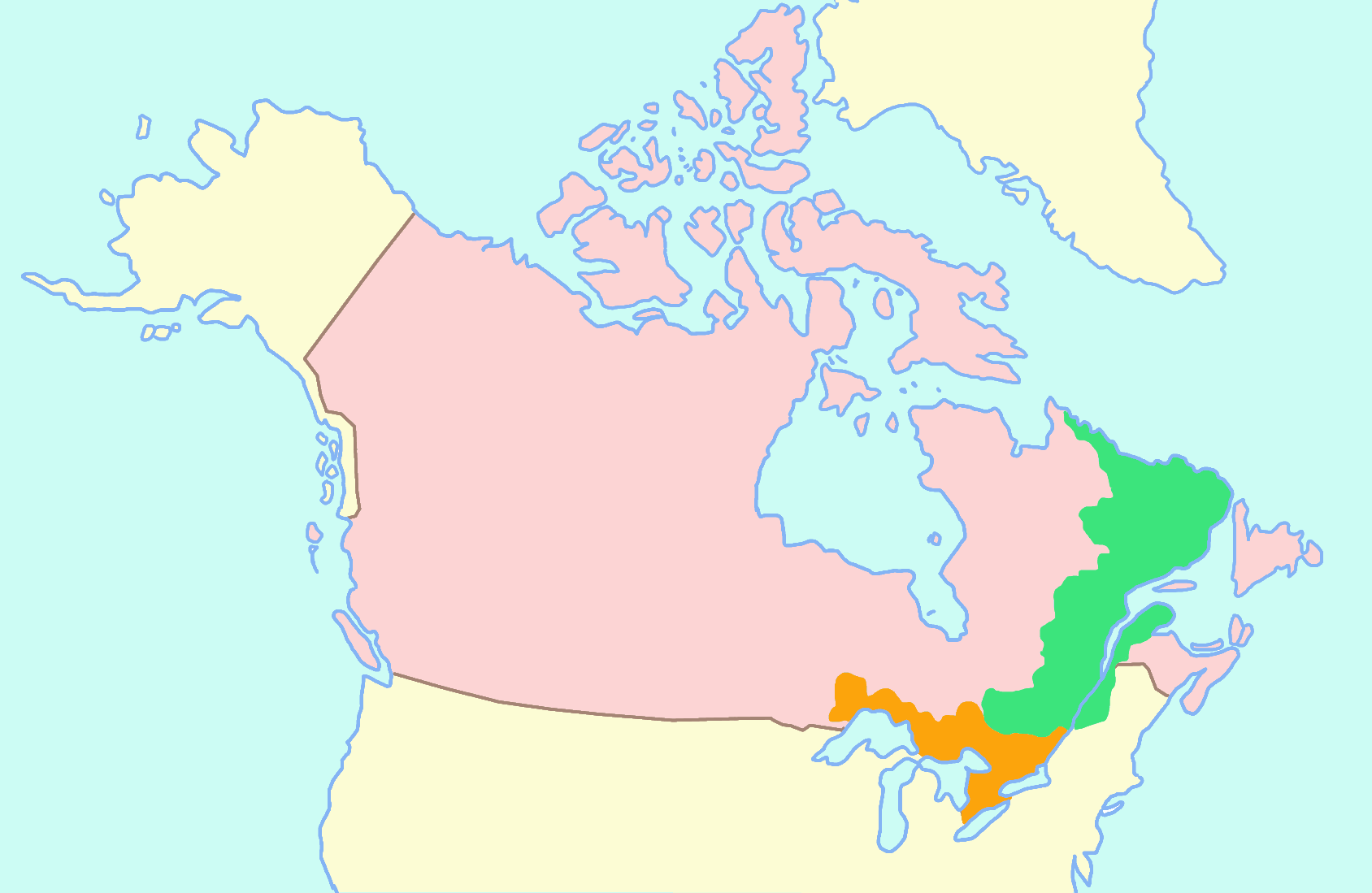
Las provincias de Canadá (en naranja el territorio de habla inglesa, en verde el territorio de habla francesa)

Para dar cabida a los lealistas de habla inglesa que se refugiaron en la parte occidental de la provincia de Quebec, esta última fue dividida por la Ley Constitucional de 1791 en dos colonias distintas, el Alto Canadá y el Bajo Canadá. El Alto Canadá corresponde a la actual Ontario, compuesta principalmente por lealistas del Imperio Unido salidos de la Guerra de Independencia americana. El Bajo Canadá correspondía al actual Quebec, y allí estaba una mayoría de francófonos llamados «les Canadiens français» o francocanadienses. Como todas las demás colonias, el Alto Canadá tenía su vicegobernador designado por el Gobernador General. Para proteger la capital de los ataques estadounidenses, los edificios legislativos del Alto Canadá se trasladaron desde Newark  (Niagara-on-the-Lake) a York (Toronto) durante el mandato de John Graves Simcoe, mientras que este último fundara London en 1793 para también convertirla en capital, pero en vano. El Bajo Canadá estaba gobernado por el propio Gobernador General asentado en Québec, capital de la América del Norte británica.

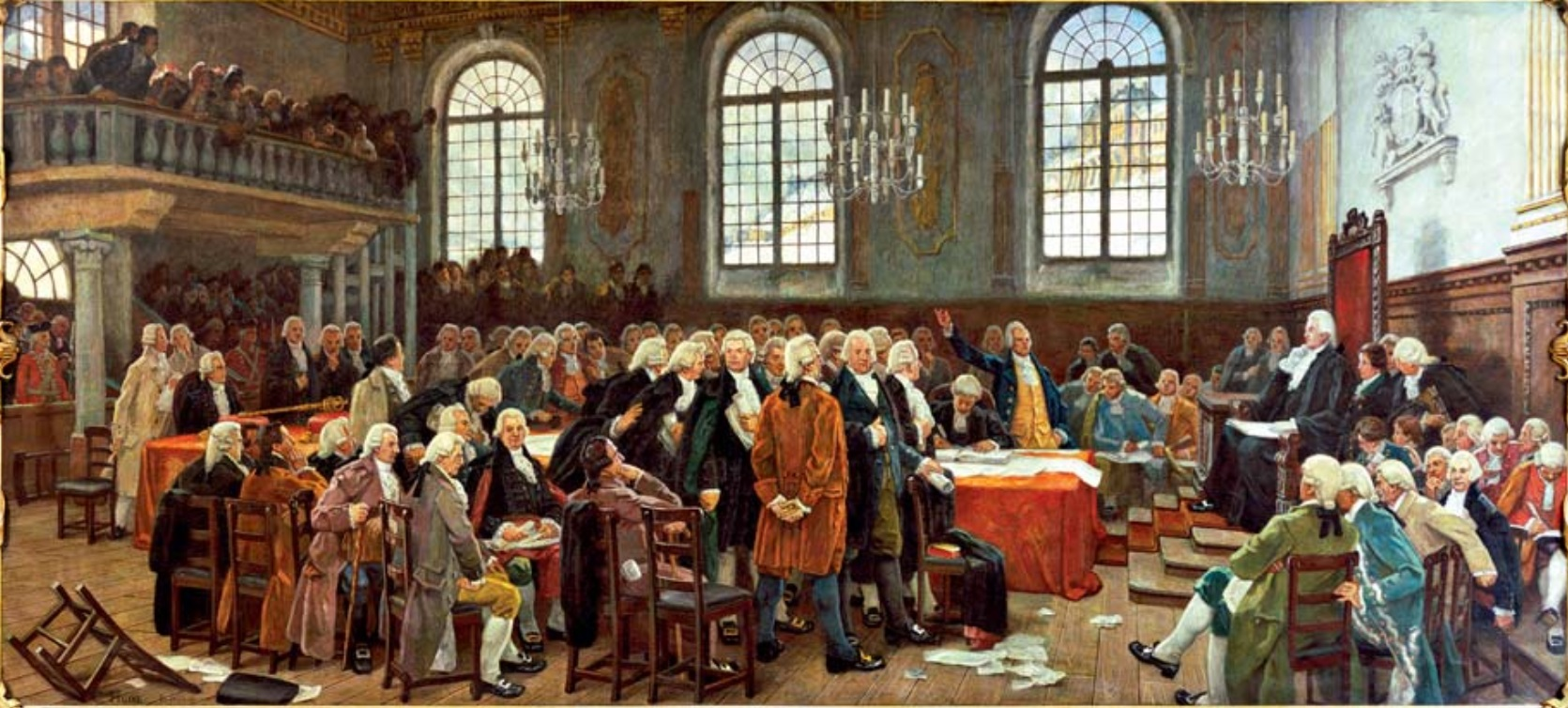
Debate sobre las lenguas celebrado durante el primer Parlamento del Bajo Canadá el 21 de enero de 1793: (media parte del cuadro pintado por Charles Huot entre 1910 y 1913, cuyo lienzo se expone hoy en la sala de la Asamblea Nacional de Quebec.

Aunque cada colonia era teóricamente una democracia con su Asamblea Legislativa elegida por la población (la Cámara de la Asamblea del Bajo Canadá y la Cámara de la Asamblea del Alto Canadá), esta última no tenía ningún poder real. El régimen de Estado era una monarquía cuya Corona estaba en Londres y an la que la representación se hacía a través del gobernador general y del vicegobernador. Además, a diferencia del Alto Canadá, donde todos los miembros de la legislatura (incluido el Consejo Legislativo del Alto Canadá) eran británicos, la ley constitucional creó el Consejo Legislativo del Bajo Canadá cuyos miembros no eran elegidos, sino designados por el gobernador general. Por lo tanto, esta disposición tuvo el efecto de crear un sistema bicameral con dos cámaras legislativas, donde el Consejo Legislativo tenía la función de contrarrestar y controlar el poder legislativo otorgado a la mayoría francocanadiense del Bajo Canadá a través del sistema democrático, nombrando a pares británicos.
Además, el gobierno de las dos colonias estaba compuesto por el Consejo Ejecutivo del Bajo Canadá y el Consejo Ejecutivo del Alto Canadá, cuyos consejeros eran nombrados por el gobernador general del Bajo Canadá y por el vicegobernador del Alto Canadá. Por lo tanto, esta situación conducirá a la política de los gobiernos canadienses superiores e inferiores hacia una forma de plutocracia durante toda la existencia de los dos Canadás. Además, en ambas colonias se creó el cargo de secretario provincial  (provincial secretary) en cada uno de los Consejos Ejecutivos. Estaba bajo la autoridad del gobernador general y del vicegobernador. El secretario provincial de cada colonia desempeñará un papel similar al de primer ministro antes del surgimiento del gobierno responsable en 1848 y será responsable en particular de las comunicaciones entre los gobiernos colonial e imperial. La Clique du Château, nombre dado al gobierno del Bajo Canadá, estará formado por personas de la élite anglófona de Montreal, cuyas figuras más destacadas serán sin duda John Molson el Viejo y James McGill, con el fin de servir únicamente a intereses comerciales y otros de un pequeño grupo de personas de la alta sociedad británica. Mientras que en el Alto Canadá, el Family Compact (Pacto Familiar) liderará una política monárquica y ultraconservadora cuyo objetivo será instaurar el modelo británico, paralizar a los francocanadienses y abolir el catolicismo. El obispo anglicano John Strachan será la figura más notable y verá crecer su influencia tras la guerra angloamericana de 1812.

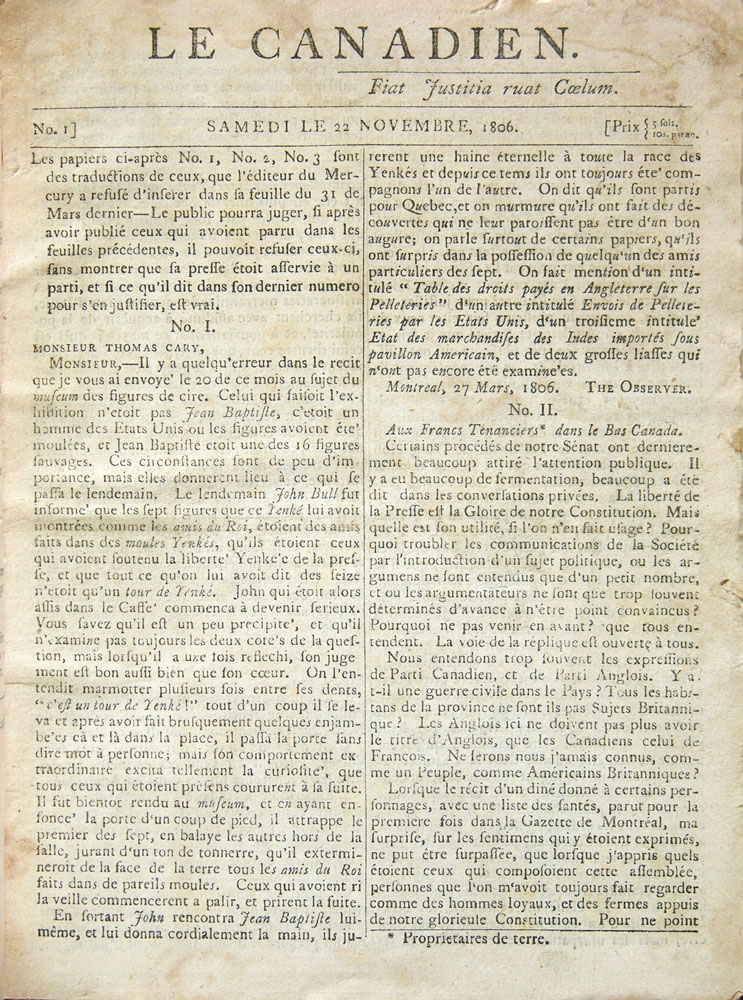
Periódico Le Canadien del 22 de noviembre de 1806

### Guerra de 1812

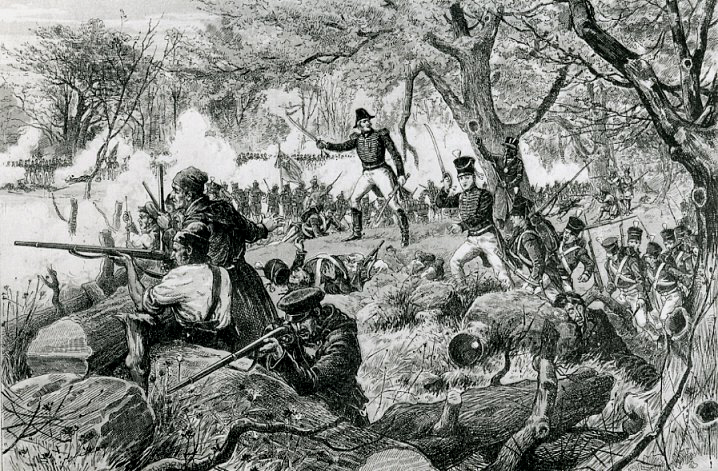
Dibujo de Henri Julien de la batalla de Chateauguay (25 de octubre de 1813), durante la guerra de 1812

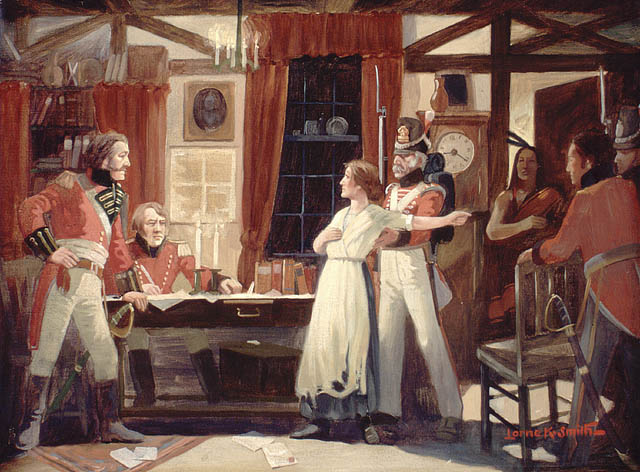
La lealista Laura Secord advierte a los británicos de un inminente ataque estadounidense en Beaver Dams

Dos décadas después de la creación de las dos Canadás, Canadá jugó un papel importante durante la Guerra de 1812 durante la cual los Estados Unidos de América intentaron aprovechar la guerra librada por el Reino Unido en Europa (guerras napoleónicas) para ampliar su territorio territorio. Canadá volvió a ser un campo de batalla, esta vez entre los británicos y los relativamente jóvenes Estados Unidos. Durante la guerra, los estadounidenses intentaron infructuosamente invadir el Alto Canadá, después de sobreestimar el apoyo que recibirían de los colonos canadienses. Gran parte de la población de colonos del Alto Canadá (ahora sur de Ontario) eran estadounidenses que habían llegado muy recientemente a la colonia, y algunos de ellos apoyaron a la fuerza invasora; sin embargo, el resto de la población de colonos estaba formada por descendientes de lealistas o de los colonos franceses originales, que no querían ser parte de los Estados Unidos. La primera invasión estadounidense se produjo en octubre de 1812, pero fueron derrotados por el general Isaac Brock en la batalla de Queenston Heights (13 de octubre de 1812), que impidió que cruzaran el río Niágara. Los estadounidenses invadieron nuevamente en 1813 y capturaron el 27 de abril Fort York (ahora Toronto), obligado a capitular. Más tarde, ese mismo año, los estadounidenses tomaron el control de los Grandes Lagos después de la batalla del Lago Erie (10 de septiembre de 1813) y la batalla del Támesis (5 de octubre de 1813). 
Tuvieron mucho menos éxito en el Bajo Canadá, donde fueron derrotados en la batalla de Châteauguay (25 de octubre de 1813), durante la cual los francocanadienses tendieron emboscadas a los estadounidenses, que intentaron sin éxito tomar la ciudad de Montreal para cortar el suministro al Alto Canadá, y en la batalla de la Granja Crysler (11 de noviembre de 1813). Los estadounidenses fueron expulsados del Alto Canadá en 1814 después de la batalla de Lundy's Lane, aunque todavía controlaban los Grandes Lagos y derrotaron a los británicos en la batalla del lago Champlain. 
La defensa de Canadá le aportó importantes beneficios a largo plazo, particularmente al crear un sentido de unidad y nacionalismo entre la población de la Norteamérica británica, con leyendas heroicas que rodeaban a muchos de los participantes (como Isaac Brock y Laura Secord) y batallas (especialmente las de la península del Niágara).
Una inmigración masiva de Gran Bretaña e Irlanda hacia Canadá se dejó sentir en 1815, donde los inmigrantes se establecieron en particular en la península del Niágara y en las proximidades de Hamilton, uniéndose así a los lealistas que habían llegado en 1784. En este mismo año se fundó la ciudad de Drummondville, a medio camino entre Trois-Rivières y la ciudad de Sherbrooke(poblada en 1793 por los lealistas) con el fin de establecer un puesto de vigilancia en el río Saint-François, que proporcionara acceso marítimo directo desde el río San Lorenzo a los Estados Unidos. Una serie de acuerdos condujeron luego a largos períodos de paz entre Canadá y Estados Unidos, interrumpidos sólo por breves incursiones de los insurgentes políticos, los fenianos (estadounidenses de origen irlandés), de 1866 a 1871 contra las autoridades británicas. Estos últimos fueron apoyados notablemente por el político canadiense Thomas D'Arcy McGee, pero moderó sus comentarios antes de la invasión feniana en la batalla de Ridgeway en la península del Niágara en 1866.
Alrededor del emplazamiento de la ciudad de Saint-Boniface (posteriormente anexada a la ciudad de Winnipeg), fundada en 1818 y poblada por los métis a orillas del rivière Rouge, Canadá fue testigo de la «batalla de los Siete Robles» en 1816 (batalla de Grenouillère). En esta última se enfrentaron dos compañías rivales del comercio de pieles, la Hudson's Bay Company y la North West Company, cuyo objetivo era hacerse con el control de los suministros de pieles de Fort Douglas por parte de la Hudson's Bay Company.
En 1822, Lord Henri Bathurst, entonces Secretario de Estado para las Colonias Británicas, presentó al Parlamento de Londres una propuesta de unión legislativa de los dos Canadás. Esta disposición tiene el efecto de crear una minoría francófona junto con la mayoría francocanadiense del Bajo Canadá. Representantes del Bajo Canadá, incluido Louis-Joseph Papineau, fueron a Londres en 1823 para demostrar la oposición masiva del Bajo Canadá llevando 60 000 firmas contra la Unión. El proyecto fue finalmente abandonado ese mismo año.
Después de la Guerra de 1812, la primera mitad del siglo XIX vio el crecimiento de movimientos de reforma política tanto en el Alto como en el Bajo Canadá, en gran medida influenciados por el republicanismo estadounidense y francés. Representantes del Partido Patriota (fundado por canadienses franceses a principios del siglo XIX con el nombre de «Parti canadien») presentaron peticiones en 1828 a la Cámara de los Comunes de Londres, cuyos principales actores se quejaban de los actos arbitrarios e ilegales del gobernador general  George Ramsay  hacia los francófonos. Este último fue destituido de su cargo ese mismo año.

#### 1834-1840: elgobierno responsabley las rebeliones de 1837-1838

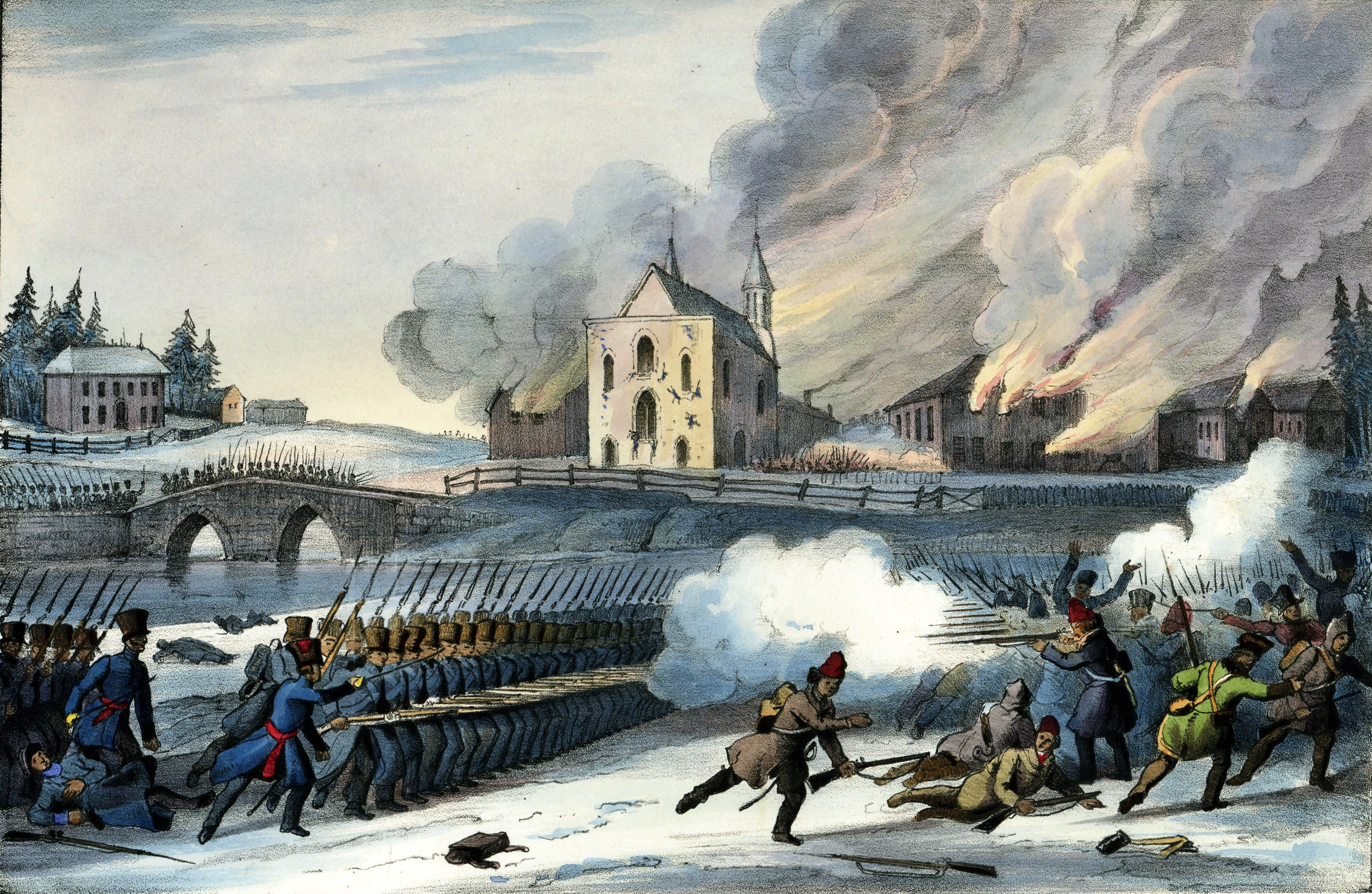
La rebelión de Papineau de 1837

Papineau dando un mitin político en la "Asamblea de los seis condados" (1837). Obra de 1891 de Charles Alexander Smith, 1864-1915.

Los reformadores moderados, como Robert Baldwin y Louis-Hippolyte Lafontaine, abogaron por una forma de gobierno más representativa a la que llamaron "gobierno responsable" (responsible government). Por responsable, los reformadores querían decir que tal gobierno sería en última instancia responsable ante la voluntad de los súbditos de las colonias, no ante las autoridades de Londres. (El paso decisivo hacia un gobierno responsable se produjo entre 1846 y 1850.) En la práctica, significaba que el Consejo Ejecutivo de cada colonia formulara políticas con la ayuda del poder legislativo. La legislatura votaba a favor o en contra, y el gobernador designado promulgaba las políticas que había aprobado. Fue una transición del sistema anterior cuando el gobernador recibía asesoramiento de un consejo ejecutivo y utilizaba la legislatura principalmente para recaudar dinero.
Los reformadores radicales, como William Lyon Mackenzie y Louis-Joseph Papineau exigieron igualdad o una ruptura total con el gobierno británico y el establecimiento de una república. Papineau había sido elegido presidente (speaker) de la asamblea colonial en 1815. Las tentativas abortadas de reforma constitucional, la ausencia de un poder legislativo real (el nepotismo gubernamental), las dificultades sociales y el sentimiento de minoría de los francófonos llevaron a los Patriotas canadienses que Papineau lideraba a aprobar en 1834 las Noventa y Dos Resoluciones que fueron enviadas a Londres en 1834, en las que se exponían sus quejas contra el consejo legislativo, exigiendo más poderes democráticos para el Parlamento del Bajo Canadá.  exigiendo más poderes democráticos para el Parlamento del Bajo Canadá. 
En 1835, el gobernador Lord Gosford estableció la «comisión real de investigación de todas las penas que afectan a los súbditos de Su Majestad en el Bajo Canadá». Esta comisión condujo a John Russell a presentar el 6 de marzo de 1837 al parlamento de Londres las 10 resoluciones de Russell, que plasmaron el rechazo categórico de Londres a todas las solicitudes e incluso permitieron al gobierno colonial anular la autoridad presupuestaria de la Cámara de la Asamblea del Bajo Canadá. Conocidas las resoluciones de Russell, Papineau lideró el movimiento de protesta y desobediencia civil y el partido Patriota cambió de estrategia y convocó varias asambleas ciudadanas, como las asambleas de Saint-Ours, de Saint-Laurent, de Saint-Marc y de Stanbridge Station, además de la Asamblea de los seis condados (23 y 24 de octubre) donde se erigió la Columna de la Libertad. En esta última asamblea, como en las anteriores, los ciudadanos apoyaron las ideas de los derechos del hombre, de la lucha constitucional, del boicot económico y comercial  a prácticamente todas las importaciones británicas al Bajo Canadá y en agosto de 1837 aprobaron la organización paramilitar de los jóvenes Patriotas, la Sociedad de Hijos de la Libertad.
El 15 de noviembre Papineau, junto con Edmund Bailey O'Callaghan, crearon el Consejo de Patriotas. El gobernador Lord Gosford ordenó el 16 de noviembre, ilegalmente, su arresto y el de otros 25 líderes patriotas. Papineau y O'Callaghan huyeron de Montreal hacia Saint-Denis-sur-Richelieu ese mismo día 16, yendo a la casa de Wolfred Nelson. Papineau cruzó la frontera de los Estados Unidos el 25 de noviembre. Los Patriotas recurrieron a la resistencia armada y el 17 de noviembre atacaron un convoy que llevaba a parte de los detenidos a Montreal. Fue el inicio de la conocida como Rebelión del Bajo Canadá o rebelión de los Patriotas. Las tropas británicas en la colonia rápidamente sofocaron la rebelión. Un año después estalló una segunda rebelión de los hermanos cazadores (Frères chasseurs) de Robert Nelson, pero los británicos también la sofocaron, con muchas pérdidas de vidas y destrucción de propiedades.
Fueron muchos los acadianos que, mientras estaban refugiados en el Bajo Canadá,  participaron en asambleas ciudadanas y apoyaron a los patriotas; su contribución también será conmemorada en 2002 con una caminata y un monumento en su homenaje en la ciudad de Quebec. Además, ciertos estadounidenses, incluidos los hermanos Robert Nelson y Wolfred Nelson y ciertos franceses reclutados por los Estados Unidos, incluido Charles Hindenlang, se pusieron del lado de los patriotas y apoyaron la asamblea, lo que conduciría a la guerra civil en el Bajo Canadá en 1837, comúnmente llamada Rebelión de los Patriotas.
En 1838, la Declaración de Independencia del Bajo Canadá, escrita por Robert Nelson, entonces retornado a los Estados Unidos con sus partidarios, promulgó la separación de la Iglesia y el Estado y condujo luego a la creación de la República del Bajo Canadá. Este deseo de autonomía y esta revolución fueron, sin embargo, violentamente reprimidos por el ejército británico y condujeron a una serie de conflictos, entre ellos la batalla de Saint-Denis, la batalla de Saint-Charles y la batalla de Saint-Eustache. Además, durante la Rebelión, los iroqueses de las regiones de  Kahnawake y de Kanesatake declararon su neutralidad ante el conflicto, pero aun así colaboraron con las autoridades británicas. Varios pueblos de Montérégie fueron quemados y saqueados, y algunos Patriotes fueron ahorcados en 1839, incluido François-Marie-Thomas Chevalier de Lorimier, en el futuro emplazamiento de la prisión Parthenais en Montreal. Algunos reclamarán el genocidio del Bajo Canadá —que recuerda al de las poblaciones indígenas de 1763 a 1766— que durará hasta que la política de erradicación lingüística y cultural entre en vigor en 1840 mediante el Acta de Unión. Además, cientos de familias francocanadienses actuales se vieron afectadas por la deportación de varios patriotas. Estos últimos fueron notablemente exiliados en Australia, colonia penal, mientras que otros tuvieron que huir a Estados Unidos.
La rebelión del Alto Canadá, también contra el Imperio británico, tuvo una duración más corta y no tuvo un impacto directo. Como en el Bajo Canadá, su objetivo era reformar el sistema democrático introduciendo la responsabilidad ministerial. Los habitantes del Alto Canadá tenían quejas similares a los del Bajo Canadá; estaban molestos por el gobierno antidemocrático de la colonia, y especialmente por el corrupto e ineficiente Banco del Alto Canadá y la Compañía de Canadá. El 4 de diciembre, los rebeldes, liderados por el escocésWilliam Lyon Mackenzie, alcalde de York (Toronto), y su Partido Reformista, se reunieron cerca de Montgomery's Tavern, acabando con en una declaración de independencia, la de la República de Canadá. Las tropas británicas estacionadas en la ciudad los recibieron el 7 de diciembre. Los rebeldes eran superados en número y armamento y fueron derrotados en menos de una hora en la batalla de Montgomery's Tavern. Los revolucionarios huyeron de Toronto y establecieron el gobierno de la nueva república en Navy Island en el río Niágara. Sin embargo, después de ser expulsados de la isla por la Royal Navy,  cruzaron la frontera donde las autoridades estadounidenses los capturaron y los hicieron prisioneros por violar las leyes de neutralidad entre Estados Unidos y el Imperio británico.
En 1838-1839, Canadá también fue testigo de un conflicto fronterizo durante la Guerra de Aroostook que enfrentó a los británicos contra los estadounidenses en la región de Acadia que se extiende a ambos lados del noreste del estado de Maine (condado de Aroostook), el este del Bajo Canadá (MRC de Témiscouata) y el noroeste de la colonia de Nuevo Brunswick (condado de Madawaska), cuyo centro es la actual ciudad de Edmundston. Un acuerdo entre Estados Unidos y el Reino Unido dividió la región a lo largo de las tres fronteras que hoy se conocen. Esta región, comúnmente llamada República de Madawaska, está formada por una población predominantemente francófona de descendencia acadia, cuyos habitantes son conocidos con el nombre de «Brayon» a diferencia de los acadianos de otras regiones que han conservado el mismo nombre.

#### Comercio de pieles
Durante siglos una de las actividades económicas más importantes en América del Norte había sido el comercio de pieles. Ese comercio, del que habían sido pioneros los franceses, pasó a ser dominado por los británicos a medida que fueron ganando territorio en el continente. Los principales puestos de comercio de pieles británicos estaban ubicados dentro de lo que se convirtió en los Estados Unidos (los británicos se vieron obligados a trasladarse hacia el norte cuando se establecieron las fronteras con la nueva nación). Las First Nations eran fundamentales para el comercio, ya que eran los principales cazadores de pieles. El papel daba a los pueblos de muchas de las Primeras Naciones una voz política ya que, aunque eran vistos como una clase marginada, eran demasiado importantes para ser simplemente ignorados. La Revolución Americana provocó una intensa competencia entre los británicos y los Estados Unidos. Hacia la década de 1830, los cambios en las modas en Europa habían provocado una fuerte caída en los precios de las pieles y un colapso general del mercado. Aparte de las pérdidas económicas para los blancos involucrados en el comercio de pieles, muchas de las Primeras Naciones quedaron devastadas, tanto en términos de pérdidas económicas como de pérdida de influencia en la política local.

#### Comercio de madera

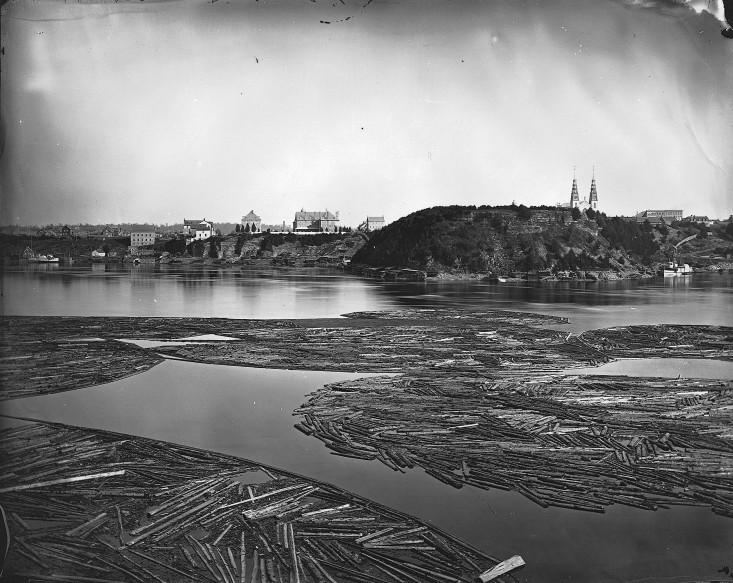
Booms madereros en el río Ottawa, Canada, 1872.

A medida que el comercio de pieles perdía importancia, el comercio de la madera se convirtió en el producto básico más importante de Canadá. La industria se concentraba en tres regiones principales. La primera en ser explotada fue el sistema del río Saint John. Los árboles del interior todavía casi desierto de New Brunswick fueron talados y transportados a Saint John, desde donde fueron enviados a Inglaterra. Esa zona pronto no pudo satisfacer la demanda y el comercio se trasladó al río San Lorenzo, donde los troncos se enviaban a la ciudad de Quebec antes de ser reenviados a Europa. Esta área también se volvió insuficiente y el comercio se expandió hacia el oeste, sobre todo hacia el sistema del río Ottawa, que en 1845 proporcionaba las tres cuartas partes de la madera enviada desde la ciudad de Quebec. El comercio de madera se convirtió en un negocio masivo. En un verano, sólo en la ciudad de Quebec se cargaron 1.200 barcos con madera.

## Provincia de Canadá (Canadá Unida) (1840-1867)

### Informe de Lord Durham
Lord Durham fue nombrado gobernador general de Canadá en 1838. Se le asignó la tarea de investigar las causas de las rebeliones y concluyó que el problema era esencialmente la animosidad entre los habitantes británicos y franceses de Canadá. Su Informe sobre los asuntos de la Norteamérica británica contiene la famosa descripción de «dos naciones en guerra en el seno de un solo Estado» ("two nations warring in the bosom of a single state"). Para Durham, los canadienses franceses estaban culturalmente atrasados y estaba convencido de que sólo una unión del Canadá francés e inglés permitiría que la colonia progresara en interés de Gran Bretaña. Esperaba que una unión política haría que los francófonos fueran asimilados por los asentamientos de habla inglesa, resolviendo el problema del nacionalismo francocanadiense de una vez por todas.

### Acta de Unión (1840)

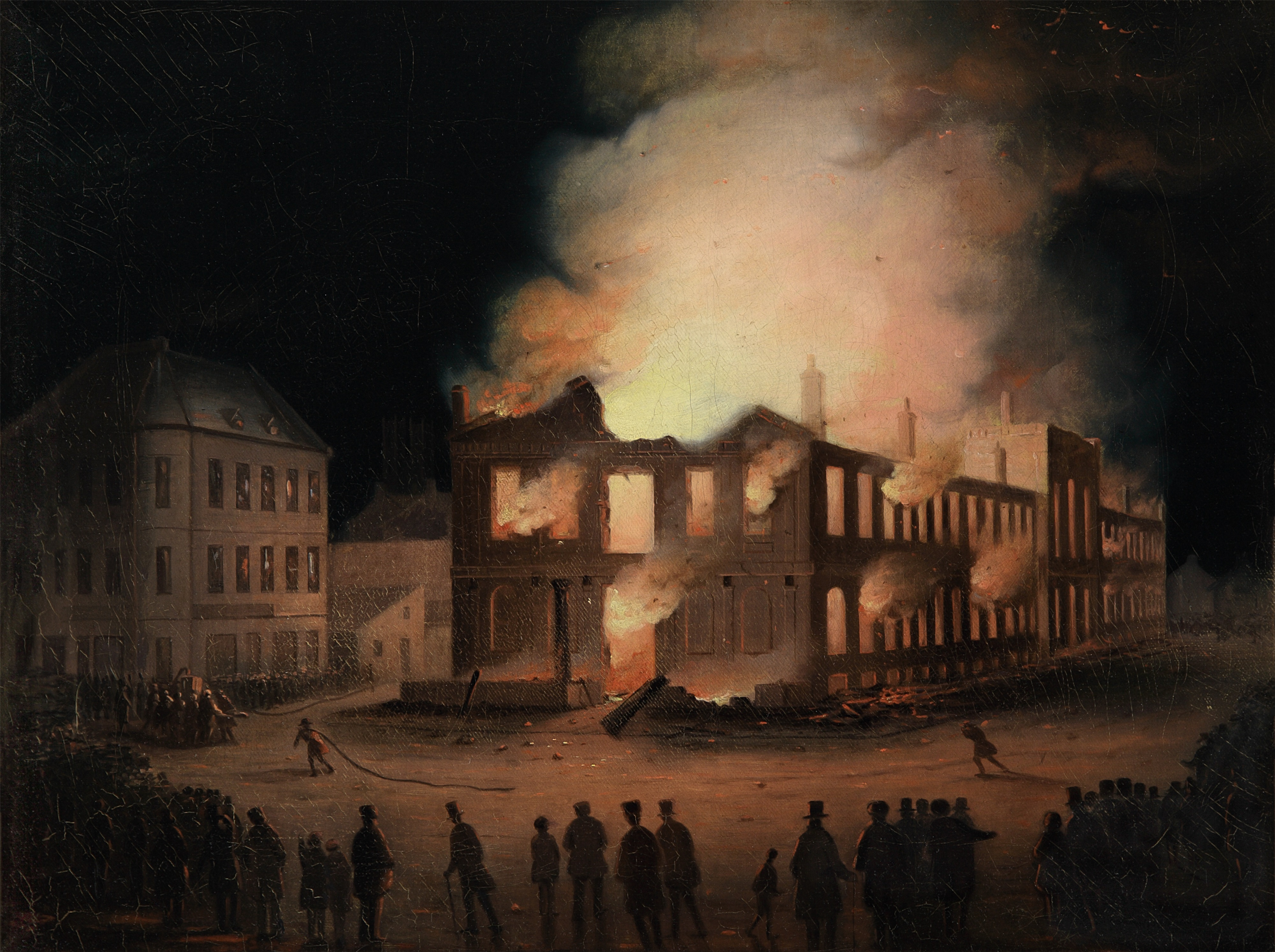
La quema de los edificios del Parlamento en Montreal – 1849, Joseph Légaré, c.1849

Lord Durham fue sucedido por Lord Sydenham, quien fue responsable de implementar las recomendaciones de Durham en el Acta de Unión de 1840 aprobada el 23 de julio de 1840 por el Parlamento del Reino Unido y proclamada el 10 de febrero de 1841. El Alto y el Bajo Canadá se convirtieron, respectivamente, en Canadá Oeste y Canadá Este, ambas con 42 escaños en la Asamblea Legislativa de la Provincia de Canadá (Legislative Assembly of the Province of Canada) a pesar de que el Bajo Canadá estaba más poblada. El idioma oficial de la provincia pasó a ser el inglés y el francés fue prohibido explícitamente en el Parlamento y en los tribunales.
Los reformadores moderados Louis-Hippolyte Lafontaine y Robert Baldwin lucharon contra dos gobernadores generales sucesivos, sir Charles Bagot y sir Charles Metcalfe, para asegurar lo que se conoció como un gobierno responsable. Metcalfe luchó por preservar las prerrogativas de La Corona y el control del gobernador sobre la administración y el patrocinio. No obstante, tuvo que hacer algunas concesiones para ganar apoyo, y la más notable de ellas fue persuadir a la Oficina Colonial para que concediera amnistía a los rebeldes de 1837-1838 y para que abandonara la anglicización forzada de la población de habla francesa. Lafontaine y Baldwin reintrodujeron el francés como idioma oficial junto con el inglés en la Asamblea, los tribunales y otros órganos gubernamentales. Bajo el gobernador general progresista James Bruce (Lord Elgin), se aprobó un proyecto de ley para permitir a los líderes del antiguo movimiento Patriota regresar a su tierra natal; Papineau regresó y por un corto tiempo volvió a entrar en la política canadiense. Se aprobó un proyecto de ley similar para los antiguos rebeldes del Alto Canadá. Elgin también implementó la práctica de gobierno responsable en 1848, varios meses después de que ya se hubiera concedido a la colonia de Nueva Escocia.
El parlamento del Canadá Unido en Montreal fue incendiado por una turba de Tories (conservadores) en 1849 tras la aprobación de un proyecto de ley de indemnización para las personas que sufrieron pérdidas durante las rebeliones del Bajo Canadá.
Un logro destacado de la Unión fue el Tratado de Reciprocidad entre Canadá y Estados Unidos de 1855, que sancionó el libre comercio en recursos. Sin embargo, el logro debe verse en la política más amplia de la Norteamérica británica, que había visto resueltas las principales disputas fronterizas con los Estados Unidos (ver Tratado Rush-Bagot, Tratado de 1818, Tratado Webster-Ashburton, Tratado de Oregón), aliviando así las tensiones. que durante la mayor parte de la primera mitad del siglo XIX hicieron que los estadounidenses amenazaran con guerra o represalias.
La Acta de Unión de 1840 finalmente no tuvo éxito y dio lugar a llamados a favor de una mayor unión política en las décadas de 1850 y 1860. El apoyo a la independencia se vio reforzado por acontecimientos como la batalla de Ridgeway, una invasión de Ontario en 1866 por unos 1.500 nacionalistas irlandeses que fue rechazada en gran parte por la milicia local.

## Colonias británicas en la costa noroeste

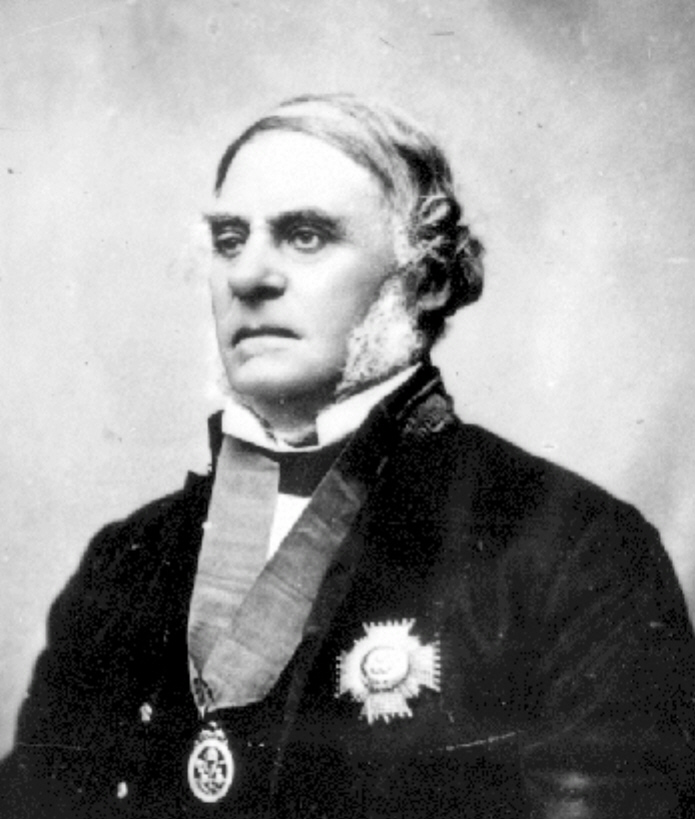
Sir James Douglas, gobernador de las colonias de Columbia Británica y la isla de Vancouver

Aunque España había tomado la delantera en la exploración de la costa noroeste del Pacífico, con los viajes de Juan José Pérez Hernández en 1774 y 1775, cuando los españoles decidieron construir un fuerte en la isla de Vancouver, el navegante británico James Cook había visitado él mismo el Nootka Sound y trazado un mapa de la costa hasta Alaska, mientras que los comerciantes británicos y estadounidenses habían comenzado a establecerse en la costa para desarrollar recursos para el comercio con Europa y Asia. En 1793, Alexander Mackenzie, un escocés que trabajaba para la Compañía del Noroeste, cruzó el continente y con sus guías aborígenes, voyageurs franco-canadienses y otro escocés, llegaron a la desembocadura del río Bella Coola, completando el primer cruce continental de América del Norte al norte de México, perdiéndose por sólo unas semanas un encuentro con la expedición cartográfica de George Vancouver a la región. Las reivindicaciones imperiales en competencia entre Rusia, España y Gran Bretaña se vieron agravadas por los tratados entre las dos primeras potencias y Estados Unidos, que presionaron por la anexión de la mayor parte de lo que hoy es la Columbia Británica, sin reconocer el título de las muchas Primeras Naciones presentes.
Con la firma del Tratado de Oregón en 1846, Estados Unidos acordó establecer su frontera norte con el oeste de la Norteamérica británica a lo largo del paralelo 49 norte. En 1857, los estadounidenses y los británicos estaban comenzando a responder a los rumores de la aparición de oro en el área del río Fraser. Casi de la noche a la mañana, entre diez y veinte mil hombres se trasladaron a la región que rodea la actual Yale, lo que provocó la fiebre del oro del cañón del Fraser. El gobernador James Douglas se vio repentinamente enfrentado a la necesidad de ejercer la autoridad británica sobre una población mayoritariamente extranjera. Para normalizar su jurisdicción y socavar cualquier reclamo de la Compañía de la Bahía de Hudson sobre la riqueza de los recursos del continente, el 2 de agosto de 1858 se estableció la colonia de la Corona de Columbia Británica. Douglas firmó algunos tratados con las Primeras Naciones en la isla de Vancouver, pero no reconoció de otra manera a las Primeras Naciones de la colonia. En 1866, se unió a la Colonia de la Isla de Vancouver (1849-1866) en la Colonia unida de Columbia Británica (1866-1871).
A mediados de la década de 1850, los políticos de la provincia de Canadá comenzaron a contemplar la expansión occidental. Cuestionaron la tenencia de la Compañía de la Bahía de Hudson sobre la Tierra de Rupert y los territorios árticos, y lanzaron una serie de expediciones de exploración para familiarizarse ellos mismos y la población de colonos con la geografía y el clima de la región.

## Comercio con Estados Unidos
En 1854, el gobernador general de la Norteamérica británica, Lord Elgin, firmó un importante acuerdo comercial —Tratado de Reciprocidad— con los Estados Unidos en nombre de las colonias. Este acuerdo duró diez años hasta que el gobierno estadounidense lo abrogó en 1865.

## Confederación canadiense

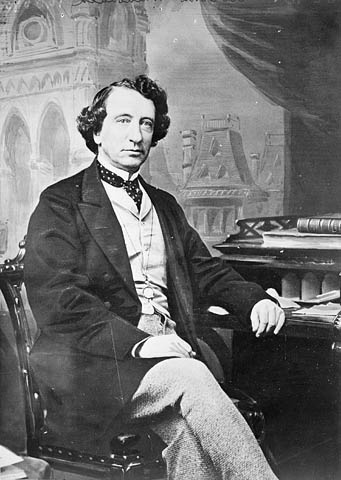
John A. Macdonald se convirtió en el primer primer ministro de Canadá.

La necesidad de disponer de un gobierno eficaz de la Provincia Unida de Canadá después de 1840 requería un cuidadoso equilibrio entre los intereses de las poblaciones de habla francesa e inglesa; y entre católicos y protestantes. En la década de 1850 surgió  John A. Macdonald como la persona capaz de realizar esa tarea. MacDonald, un político conservador, forjó relaciones políticas y coaliciones con George-Étienne Cartier, el líder de los poderosos bleus francocanadienses, y con George Brown, de los "Grits", más estridentemente reformistas anglo-canadienses y antifranceses. MacDonald se dio cuenta de que la esperanza más probable de Canadá de resistir la absorción por los Estados Unidos era reformarse y convertirse en una federación viable. Una delegación de Canadá se dirigió a una conferencia celebrada en Charlottetown en 1864 por representantes de las provincias Marítimas que tenían la intención de mantener conversaciones sobre una federación de Nueva Escocia, Nuevo Brunswick y la Isla del Príncipe Eduardo. Esta conferencia fue seguida por una conferencia posterior en la ciudad de Quebec. Las setenta y dos resoluciones de la Conferencia de Quebec de 1864 establecieron el marco para unir las colonias británicas en América del Norte en una federación. Fueron adoptadas por la mayoría de las provincias de Canadá y se convirtieron en la base de la Conferencia de Londres de 1866, que condujo a la formación del Dominio de Canadá el 1 de julio de 1867. La Federación surgió de múltiples impulsos: los británicos querían que Canadá se defendiera a sí misma; las Marítimas necesitaban conexiones ferroviarias, prometidas en 1867; el nacionalismo británico-canadiense buscaba unir las tierras en un solo país, dominado por el idioma inglés y la cultura británica; muchos francocanadienses vieron la oportunidad de ejercer el control político dentro de un nuevo Quebec mayoritariamente francófono. Por último, pero no por ello menos significativos, estaban los temores de una posible expansión de Estados Unidos hacia el norte tras el fin de la Guerra Civil de Estados Unidos. A nivel político, existía un deseo de ampliar el gobierno responsable y de eliminar el estancamiento legislativo entre el Alto y el Bajo Canadá, y su reemplazo por legislaturas provinciales en una federación. Esto fue especialmente impulsado por el movimiento reformista liberal del Alto Canadá y los rouges francocanadienses del Bajo Canadá, que favorecían una unión descentralizada en comparación con el Partido Conservador del Alto Canadá y, hasta cierto punto, los bleus francocanadienses que favorecían una unión centralizada. Incluso la reina Victoria la apoyó y señaló «... la imposibilidad de que podamos retener Canadá, pero debemos luchar por ello; y, con mucho, la mejor solución sería dejarlo ir como un reino independiente bajo un príncipe inglés». Al final, Canadá pasó a ser un Dominion bajo la propia Corona del Reino Unido. Fue un nuevo comienzo, pero no uno que fuera recibido con alegría universal. Mientras que algunos concebían la Confederación de las colonias británicas de América del Norte como una manera de avanzar juntos, La Minerve, un periódico de la nueva provincia de Quebec, respaldaba la federación porque proporcionaba «la única voz que nos ofrecía para llegar a la independencia política». Un cambio de opinión hacia la Confederación fue evidente en Halifax, Nueva Escocia, donde el periódico Morning Chronicle anunció en la portada de su edición del 1 de julio de 1867 la muerte de «la provincia libre e ilustrada de Nueva Escocia».